# Kawaokaohele
Kawaokaohele ("naši dani siromaštva") bio je kralj Mauija na drevnim Havajima.
Bio je sin kralja Kahekilija I. Velikog i njegove kraljice Haukanuimakamake, koja je rođena na Kauaiju.
Kawaokaohele je bio unuk kralja Kakaea i kraljice Kapohauole.
Nakon smrti kralja Kahekilija, Kawaokaohele ga je naslijedio te je vladao mirno. Tijekom vladavine Kawaokaohelea nije bilo rata na Mauiju.
Međutim, njegova sestra Keleanohoanaʻapiʻapi je oteta te se udala za poglavicu s Oahua.
Kawaokaohele je oženio Kepalaou, koja je bila kći kralja Piliwalea. Ona i Kawaokaohele bili su roditelji slavnog kralja Piʻilanija te baka i djed Kihe.